# Wichita Town
Wichita Town è una serie televisiva statunitense in 26 episodi trasmessi per la prima volta nel corso di una sola stagione dal 1959 al 1960.
È una serie del genere western con Joel McCrea, che interpreta il marshal Mike Dunbar. L'altro personaggio regolare della serie è interpretato dal figlio di McCrea, Jody McCrea.

## Trama
Wichita, Kansas, anni 1870. Il marshal Mike Dunbar cerca di mantenere l'ordine nella cittadina e di applicare la legge nei confronti degli stranieri, trasgressori e avventori vari.

## Personaggi e interpreti

### Personaggi principali
- Marshal Mike Dunbar (26 episodi, 1959-1960), interpretato da Joel McCrea.
- Ben Matheson (24 episodi, 1959-1960), interpretato da Jody McCrea.

### Personaggi secondari
- Dottor Nat Wyndham (6 episodi, 1959-1960), interpretato da George N. Neise.
- Joe Kingston (6 episodi, 1959-1960), interpretato da Robert Foulk.
- Aeneas MacLinahan (5 episodi, 1959-1960), interpretato da Robert Anderson.
- Rico Rodriguez (4 episodi, 1959-1960), interpretato da Carlos Romero.
- Quincy (3 episodi, 1959-1960), interpretato da Dave Willock.
- Charlie Cruter (2 episodi, 1959-1960), interpretato da Charles Seel.
- Sindaco Eric Holbein (2 episodi, 1959-1960), interpretato da Frank Ferguson.
- Art Sutton (2 episodi, 1959), interpretato da Pitt Herbert.
- Frank Matheson (2 episodi, 1959-1960), interpretato da John McIntire.
- Fletcher (2 episodi, 1959-1960), interpretato da James Coburn.
- Fields (2 episodi, 1960), interpretato da Cliff Fields.
- vecchio(2 episodi, 1959), interpretato da Earle Hodgins.
- Bain (2 episodi, 1959-1960), interpretato da John Pickard.
- Hank Balenger (2 episodi, 1960), interpretato da I. Stanford Jolley.
- Laura (2 episodi, 1960), interpretata da Suzanne Lloyd.

## Produzione
La serie fu prodotta da Frank Baur per la Mirisch-McCrea Productions in associazione con la Four Star Television. Fu girata nell'Iverson Ranch a Chatsworth, Los Angeles, in California.

### Registi
Tra i registi sono accreditati:
- R.G. Springsteen in 3 episodi (1959-1960)
- Jesse Hibbs in 2 episodi (1959-1960)
- Jerry Hopper in 2 episodi (1959)

### Sceneggiatori
Tra gli sceneggiatori sono accreditati:
- Paul Savage in 3 episodi (1959-1960)
- Eric Freiwald in 2 episodi (1959-1960)
- Robert Schaefer in 2 episodi (1959-1960)

## Distribuzione
La serie fu trasmessa negli Stati Uniti dal 30 settembre 1959 al 6 aprile 1960 sulla rete televisiva NBC.

## Episodi
| Stagione       | Episodi | Prima TV USA |
| -------------- | ------- | ------------ |
| Prima stagione | 26      | 1959-1960    |